# Küçükköy, Ayvalık
Küçükköy là một thị trấn thuộc huyện Ayvalık, tỉnh Balıkesir, Thổ Nhĩ Kỳ. Dân số thời điểm năm 2010 là 8.74 người.